# Strike Master
Strike Master es una banda mexicana de thrash metal formada en el año 2005 en la Ciudad de México. Es una de las bandas mexicanas del género que ha logrado cierto reconocimiento internacional, sobre todo en Latinoamérica, Estados Unidos y ciertos países de Europa, gracias sobre todo a los shows y a las giras en los que ha acompañado a legendarias bandas como Possessed, Overkill y Omen. Strike Master fue además la primera banda mexicana que participó en el festival Keep It True de Alemania, en su décima edición.

## Historia
Los integrantes originales eran Colonel KMU (Guitarra y voz), Sargento Diego (Bajista) y Commander Chávez (Baterista). Diego se sale de la banda en 2007 y es sustituido por Captain Ricardo. En el año 2009, el baterista se sale de la banda por razones que no se saben exactamente; su último concierto fue cuando Strike Master le abrió a Overkill en México, D.F. Después de su salida fue reemplazado por el Teniente Watsons; él tuvo un paso fugaz con la banda, y solo estuvo para sostener a la agrupación en algunos conciertos nacionales. Luego de que el Teniente se sale de la banda, entra para proteger el puesto Picos, que sigue hasta ahora en la banda.
En septiembre de 2011, Captain Ricardo se sale de la banda y fue sustituido por el bajista, Recruit Crío, quien abandonó la banda en 2014, dado que su contrato había finalizado, y durante este periodo, Strike Master se mantuvo un tanto inactivo. 
En 2015, Strike Master tiene a un nuevo bajista: Erick Romo. Pero tampoco dura mucho en el puesto y es sustituido por Pach en el 2016.
La alineación actual es ésta: Colonel KMU (Vocalista/Guitarrista), Picos (Baterista) y Pach (Bajista).
El único integrante original es el Colonel KMU.
En 2011 Strike Master lanza al mercado su álbum "Majestic Strike" lanzado en Blower Records de México, este álbum cuenta con 8 canciones inéditas y una regrabación de su exitoso tema "Thrashing The Blind School", con una duración de 31:34 minutos.
En 2012 realizan conciertos en diferentes estados de la república mexicana como Puebla, Distrito Federal, Pachuca, León, Guadalajara y en Latinoamérica Colombia y Guatemala.
La banda, a partir de 2013 había dicho que dejarían de ofrecer conciertos para enfocarse a sus temas personales, pero esto no fue cumplido del todo, porque cada unos cuantos meses ofrecían algún concierto, pero fue hasta abril de 2016, que, Strike Master volvió por completo a sus actividades como banda.
En abril de 2017, Strike Master lanza un nuevo álbum, el cual es la regrabación de su primer larga duración, el "Up for the Massacre", pero ahora con la alineación actual y en la cual, de acuerdo a ellos "nos hemos encargado de darle una mejor producción, la que se merece". El álbum se titula "U.F.T.M.".
Meses después, para octubre del mismo año, Strike Master saca, ahora sí, un álbum homónimo con canciones totalmente nuevas, dando una producción de alta calidad, una ejecución y técnica diferente, pero con el mismo estilo agresivo que ha caracterizado a la banda.
Dos años después, noviembre de 2019, sacan el EP "Death Based Illusions", el cual contiene solo cuatro canciones, suficientes para demostrar la alta calidad y técnica que poseen.

## Discografía

### Álbumes de estudio
| Álbum               | Año  |
| ------------------- | ---- |
| Up For The Massacre | 2006 |
| Vicious Nightmare   | 2009 |
| Majestic Strike     | 2011 |
| Strike Master       | 2017 |

### Álbum recopilatorio
| Álbum                      | Año  |
| -------------------------- | ---- |
| Re Thrashing The Old Skull | 2011 |

### EP
| Álbum                 | Año  |
| --------------------- | ---- |
| Inflexible Steel      | 2008 |
| Death Based Ilussions | 2019 |

### Demos
| Álbum                 | Año  |
| --------------------- | ---- |
| Murder In The Kitchen | 2005 |
| Rushed Death          | 2006 |

### Splits
| Álbum                   | Año  |
| ----------------------- | ---- |
| Outbreak Of Evil Vol. 6 | 2006 |
| Thirsty Of Metal        | 2010 |

- Datos: Q2356279